# Xenopathia novaki
Xenopathia novaki is een vlinder uit de familie spaandermotten (Blastobasidae). De wetenschappelijke naam is voor het eerst geldig gepubliceerd in 1891 door Rebel.
De soort komt voor in Europa.